# Hippoporella nitescens
Hippoporella nitescens är en mossdjursart som först beskrevs av Walter Douglas Hincks 1883.  Hippoporella nitescens ingår i släktet Hippoporella och familjen Hippoporidridae. Inga underarter finns listade i Catalogue of Life.